# Colocleora separaria
Colocleora separaria là một loài bướm đêm trong họ Geometridae.